# ماریو دی لوئیس
ماریو دی لوئیس (انگلیسی: Mario de Luis؛ زادهٔ ۵ ژوئن ۲۰۰۲) بازیکن فوتبال اهل اسپانیا است که در حال حاضر برای باشگاه فوتبال رئال مادرید کاستیا در پست دروازه‌بان بازی می‌کند. 
وی همچنین در تیم‌های ملی فوتبال زیر ۱۸ سال اسپانیا و زیر ۲۱ سال اسپانیا بازی کرده است.